# Бакстер (Теннессі)
Бакстер (англ. Baxter) — місто (англ. town) в США, в окрузі Патнем штату Теннессі. Населення — 1578 осіб (2020).

## Географія
Бакстер розташований за координатами 36°9′12″ пн. ш. 85°38′7″ зх. д. / 36.15333° пн. ш. 85.63528° зх. д. (36.153404, -85.635307).  За даними Бюро перепису населення США в 2010 році місто мало площу 7,84 км², уся площа — суходіл.

## Демографія
Згідно з переписом 2010 року, у місті мешкало 1365 осіб у 574 домогосподарствах у складі 351 родини. Густота населення становила 174 особи/км².  Було 652 помешкання (83/км²).
Расовий склад населення:
| - 97,1 % — білих - 1,0 % — азіатів - 0,3 % — чорних або афроамериканців - 0,2 % — корінних американців |

До двох чи більше рас належало 0,9 %. Частка іспаномовних становила 1,8 % від усіх жителів.
За віковим діапазоном населення розподілялося таким чином: 25,7 % — особи молодші 18 років, 56,4 % — особи у віці 18—64 років, 17,9 % — особи у віці 65 років та старші. Медіана віку мешканця становила 39,1 року. На 100 осіб жіночої статі у місті припадало 95,6 чоловіків;  на 100 жінок у віці від 18 років та старших — 88,1 чоловіків також старших 18 років.
Середній дохід на одне домашнє господарство  становив 41 335 доларів США (медіана — 25 929), а середній дохід на одну сім'ю — 50 554 долари (медіана — 30 380). Медіана доходів становила 35 000 доларів для чоловіків та 26 250 доларів для жінок. За межею бідності перебувало 32,6 % осіб, у тому числі 40,7 % дітей у віці до 18 років та 21,7 % осіб у віці 65 років та старших.
Цивільне працевлаштоване населення становило 502 особи. Основні галузі зайнятості: освіта, охорона здоров'я та соціальна допомога — 31,3 %, виробництво — 14,1 %, мистецтво, розваги та відпочинок — 13,5 %.